# Elgton Jenkins
Elgton Torrance Jenkins Jr. (Clarksdale, Misisipi, 26 de diciembre de 1995) más conocido como Elgton Jenkins, es un jugador profesional estadounidense de fútbol americano que se desempeña en la posición de lineman en Green Bay Packers, equipo de la National Football League (NFL).

## Carrera
Fue seleccionado en la segunda ronda en la Reunión Anual de Selección de Jugadores de la NFL de 2019. Hizo su debut profesional con el equipo Green Bay Packers, donde lleva jugando cinco temporadas.